# Nesma Airlines
Nesma Airlines è una compagnia aerea saudita.

## Storia
Il primo volo commerciale decollò il 18 luglio 2010 da Hurghada con destinazione Lubiana. In seguito la compagnia ha iniziato voli charter che collegano le principali località turistiche egiziane con l'Europa e il Medio Oriente.
Dal 24 giugno 2010 sono iniziati dei voli di linea verso le città di Ta'if e Tabuk, in Arabia Saudita.

## Flotta
La flotta di Nesma Airlines consiste dei seguenti aeromobili (agosto 2011), con un'età media di quasi 9 anni: